# Discodoris voniheringi
Discodoris voniheringi is een slakkensoort uit de familie van de Discodorididae. De wetenschappelijke naam van de soort is voor het eerst geldig gepubliceerd in 1909 door MacFarland.